# Charlotte Corday (opéra)
Pour les articles homonymes, voir Charlotte Corday (homonymie).
Charlotte Corday est un opéra en trois actes de Lorenzo Ferrero sur un livret italien de Giuseppe Di Leva, commandé par le Teatro dell'Opera di Roma pour le 200e anniversaire de la Révolution française, célébré en 1989.
Le thème fondamental de l'opéra est l'action terroriste individuelle entreprise par quelqu’un qui croit éliminer un mal en éliminant une personne, dans la plupart des cas la mauvaise personne. L'ouvrage décrit trois rencontres de la sympathisante girondine Charlotte Corday avec Jean-Paul Marat, figure marquante de la faction radicale jacobine, deux tentatives et enfin son assassinat.

## Création
La création, dans la mise en scène de Mario Martone et sous la direction de Roberto Abbado, a eu lieu au Teatro dell'Opera di Roma le 21 février 1989. L'opéra a eu deux nouvelles productions en Allemagne, l'une dirigée par Istvan Dènes au Théâtre de Brême le 28 avril 1990, et l’autre dirigée par Jan Michael Horstmann (de) au Mittelsächsisches Theater (de) Freiberg, où a eu dix représentations entre le 27 avril et le 7 juin 2013.

### Distribution de la création

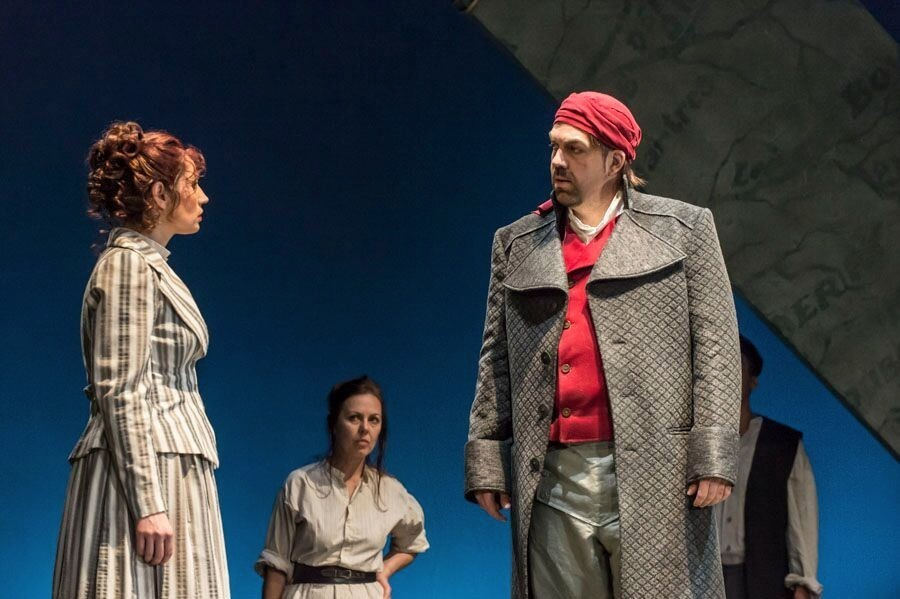
Scène de l'opéra, Mittelsächsisches Theater Freiberg, 2013

- Charlotte Corday : Elena Mauti-Nunziata (soprano dramatique)
- Jean-Paul Marat : Roberto Scandiuzzi (basse)
- Gaston, garde du corps de Marat : Antonio Salvadori (baryton)
- Camille, député girondin : Claudio Di Segni (ténor)
- Une colporteuse : Corinna Vozza (mezzo-soprano)
- Un homme ivre : Angelo Nardinocchi (baryton-basse)
- Catherine Evrard, ménagère de Marat : Laura Musella (soprano)

Gens, commerçants, gardes, ouvriers, soldats démobilisés, enfants. 
- Chef d’orchestre : Roberto Abbado

## Argument
L'action se déroule à Paris, le 13 juillet 1793.

### Acte I
Charlotte Corday arrive à Paris à l'aube. Dans une place elle rencontre Camille, son ami d'enfance, maintenant député à la Convention nationale. Il est déçu, vaincu, et craint pour sa vie. Parmi la foule se trouve Gaston, qui dit à Charlotte qu'il est garde du corps et fidèle ami de Marat. Leur conversation est interrompue par un tumulte autour d'une boulangerie. Comme un jeu, un groupe d'enfants met en scène les événements de la Révolution. La place se vide lentement, à l'exception d'un enfant abandonné par ses camarades de jeu, ligoté comme une victime. Charlotte le libère et le réconforte, fortifiant ainsi son courage, puis elle achète un couteau à longue lame et un châle d’une colporteuse. Marat arrive entouré d'une foule adulatrice qui, en même temps, remarque sa fatigue et sa mauvaise santé. Charlotte attire son attention pour un moment, puis il continue vers la salle de la Convention. Elle ne sait pas comment profiter de la situation pour le tuer. Marat, reçu par les députés avec un mélange d'hostilité et de respect, s'adresse à l'assemblée.

### Acte II
Sur le terrain de parade du Champ de Mars, les décorations pour la Fête du 14 juillet sont détruites par un orage. Un ivrogne agressif et délirant erre autour. Charlotte retrouve Camille, plus découragé que jamais. Il lui avoue sa désillusion politique totale et profonde; elle, au contraire, croit qu'un acte héroïque est plus nécessaire que jamais. Ils sont harcelés par l'ivrogne qui accuse Camille d'être un traître, après quoi une patrouille apparaît et l'arrête. Charlotte livre une attaque contre les abus de pouvoir de la Révolution. Gaston arrive et justifie l'arrestation mais Marat libère Camille, après que Charlotte se porte garante pour lui. Gaston s'émerveille autant que Marat lui-même de cette clémence inattendue, tandis que Charlotte se demande pourquoi elle a manqué cette nouvelle occasion d'assassiner Marat. Marat se sent à nouveau malade et veut être ramené à la maison.

### Acte III
Marat est dans la baignoire à laquelle l’état débilitant de sa peau le confine. Lui, qui voulait guérir le monde, est battu par sa propre maladie. Charlotte frappe à la porte. La femme de ménage de Marat lui demande de revenir une autre fois mais Marat exige qu'elle soit laissée entrer. Ils restent seuls ensemble. Charlotte a apporté une liste des « ennemis de la Révolution » pour qu'il puisse l'examiner. Il lit son propre nom en haut et demande des explications. Ils commencent une discussion sur le pouvoir, la solitude, la vérité, et la mort, à la fin de laquelle Charlotte le poignarde à mort. Au moment où la lame tombe sur lui, Marat comprend le sens qu’il voyait dans les yeux de Charlotte et meurt sans même connaître son nom.

## Airs et extraits
L’Intermezzo pour orchestre a été arrangé comme extrait pour l’exécution en concert.